# Sonatikiri
Sonatikiri è una suddivisione dell'India, classificata come census town, di 6.628 abitanti, situata nel distretto dei 24 Pargana Nord, nello stato federato del Bengala Occidentale. In base al numero di abitanti la città rientra nella classe V (da 5.000 a 9.999 persone).

## Geografia fisica
La città è situata a 22° 58' 17 N e 88° 47' 20 E.

## Società

### Evoluzione demografica
Al censimento del 2001 la popolazione di Sonatikiri assommava a 6.628 persone, delle quali 3.410 maschi e 3.218 femmine. I bambini di età inferiore o uguale ai sei anni assommavano a 643, dei quali 338 maschi e 305 femmine. Infine, coloro che erano in grado di saper almeno leggere e scrivere erano 4.943, dei quali 2.693 maschi e 2.250 femmine.